# Cibi

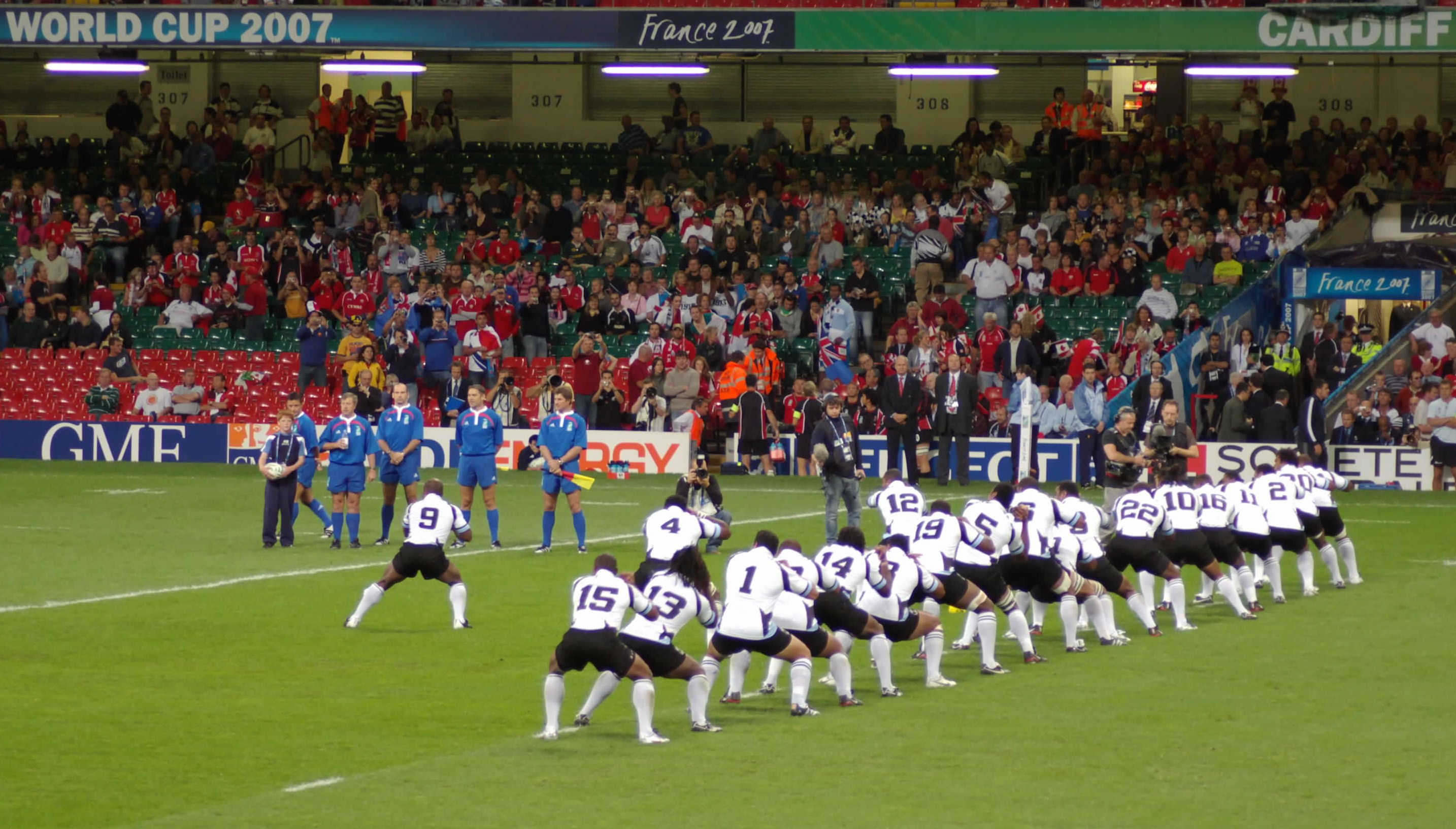
De rugbyspelers van Fiji voeren een cibi uit voor de wedstrijd tegen Canada op het wk 2007.

De cibi (uitgesproken als thimbi) is een oorlogsdans die afkomstig is van Fiji. De dans wordt uitgevoerd voorafgaand aan wedstrijden van het Fijisch rugbyteam.
Als oorlogsdans was de cibi al langer in gebruik, maar vanaf 1939 werd deze ook voor rugbywedstrijden gebruikt toen Fiji voor het eerst op tournee ging door Nieuw-Zeeland.